# Theridion attritum
Theridion attritum är en spindelart som först beskrevs av Simon 1908.  Theridion attritum ingår i släktet Theridion och familjen klotspindlar.
Artens utbredningsområde är Western Australia. Inga underarter finns listade i Catalogue of Life.